# Biały Czeremosz
Biały Czeremosz (ukr. Білий Черемош Biłyj Czeremosz) – rzeka na Ukrainie w Karpatach Wschodnich, razem z Czarnym Czeremoszem tworząca rzekę Czeremosz.
Długość rzeki wynosi 50 km, powierzchnia dorzecza 606 km².